# Maborosi
Maborosi er et dansk orkester, der spiller "opdateret" 1960'er og -70'er inspireret popmusik. Efter en Danmarkstourné i 2005, hvor Maborosi spillede support for Saybia, skrev bandet kontrakt med EMI Danmark, der senere samme år udgav EP'en "Slow Dance".
I begyndelsen af 2008 udgav Maborosi deres først fuldlængde album "No Time Wasted" (Slow Shark Records), der blev rost af anmelderne, og blandt andet er kendt for barometer-hittet "Not Like The Tigers".
Maborosi består af Tobias Buch-Andersen på sang/piano, Kasper Sørensen på guitar, Claus Elnegaard på bas og Jesper Elnegaard på trommer.